# George Washington Book Prize
Der George Washington Book Prize ist ein seit 2005 vom Washington College (C.V. Starr Center for the Study of the American Experience), dem Gilder Lehrman Institute of American History und dem George Washington’s Mount Vernon vergebener Preis für Geschichtsschreibung über die Gründungsphase der USA. Er ist mit 50.000 Dollar dotiert (Stand 2020) und nach George Washington benannt.

## Preisträger
- 2005 Ron Chernow für Alexander Hamilton
- 2006 Stacy Schiff für A Great Improvisation: Franklin, France, and the Birth of America
- 2007 Charles Rappleye für Sons of Providence: The Brown Brothers, the Slave Trade, and the American Revolution
- 2008 Marcus Rediker für The Slave Ship: A Human History
- 2009 Annette Gordon-Reed für The Hemingses of Monticello: An American Family
- 2010 Richard R. Beeman für Plain, Honest Men: The Making of the American Constitution
- 2011 Pauline Maier für Ratification: The People Debate the Constitution: 1787-1788
- 2012 Maya Jasanoff für Liberty's Exiles: American Loyalists in the Revolutionary World
- 2013 Stephen Brumwell für George Washington: Gentleman Warrior
- 2014 Andrew Jackson O’Shaughnessy für The Men Who Lost America: British Leadership, the American Revolution, and the Fate of the Empire
- 2015 Nick Bunker für Empire on the Edge
- 2016 Flora Fraser für The Washingtons: George and Martha, “Join’d by Friendship, Crown’d by Love.”
- 2017 Nathaniel Philbrick für Valiant Ambition: George Washington, Benedict Arnold, and the Fate of the American Revolution
- 2018 Kevin J. Hayes für George Washington: A Life in Books
- 2019 Colin Calloway für The Indian World of George Washington: The First President, the First Americans, and the Birth of the Nation
- 2020 Rick Atkinson für The British are Coming: The War for America, Lexington to Princeton, 1775–1777
- 2021 Mary Beth Norton für 1774: The Long Year of Revolution
- 2022 Bruce A. Ragsdale für Washington at the Plow: The Founding Farmer and the Question of Slavery
- 2023 Maurizio Valsania für First Among Men: George Washington and the Myth of American Masculinity
- 2024 David Waldstreicher für The Odyssey of Phillis Wheatley: A Poet’s Journeys through American Slavery and Independence[1]